# II. Szobekemszaf
II. Szobekemszaf (uralkodási név: Szehemré-Sedtaui) az ókori egyiptomi XVII. dinasztia fáraója. Thébában uralkodott a második átmeneti kor idején, amikor Egyiptom északi részét a hükszoszok tartották megszállva.

## Uralkodása
Uralkodása alatt expedíciót indított a keleti sivatagba, a Vádi Hammamát kőfejtőibe. Itt több felirat említi, egy a 7. uralkodási évében keletkezett, tehát ennyi ideig bizonyosan tartott uralkodása. A medamudi Montu-templomon jelentős helyreállítási és díszítési munkálatokat végeztek uralkodása alatt, itt fennmaradt egy reliefje, melyen a király áldozatot mutat be az isteneknek.
Egy fa kanópuszláda, melyen a Szobekemszaf név áll, Kim Ryholt és Aidan Dodson egyiptológusok megállapítása szerint II. Szobekemszafé, mivel az egyetlen másik ilyen nevű uralkodónak, I. Szobekemszafnak a sírját az ókorban sírrablók felgyújtották, a ládán pedig nem láthatóak égésnyomok, csak kisebb sérülések. Dodson Szobekemszaf uralkodását a dinasztia végére teszi, mivel a ládán Dzsehuti és Szehemré-Wepmaat (V.) Antef hasonló ládájával ellentétben függőlegesen, nem vízszintesen szerepelnek a feliratok, és ez a láda valamivel nagyobb is az övékénél (4,1 cm-vel hosszabb és 3,4 cm-vel magasabb).
Szobekemszaf felesége Nubemhat királyné volt; őt és leányukat, Szobekemhebet utóbbinak férje, Ameni herceg említi egy sztéléjén, ami ma a londoni Petrie Múzeumban található. Szobekemszaf azonos nevű fia egy Abüdoszban talált szobron szerepel, ahol apja lábánál áll.
A többi XVII. dinasztiabeli fáraóval való rokoni kapcsolata nem tisztázott. VI. Antef fáraó feleségét, Szobekemszaf királynét egy sztélén „a király nővére”-ként említik, ami azt jelenti, a VI. Antefet követő uralkodók valamelyikének volt a testvére; ez lehet VII. Antef, II. Szobekemszaf vagy Szenahtenré Jahmesz is. Maga Szobekemszaf királyné egy fáraó, valószínűleg Rahotep unokája volt.